# День Кассинги
День Кассинги — национальный государственный праздник в Намибии, посвященный резне в Кассинге. Отмечается ежегодно 4 мая, «в память обо всех (примерно 600) убитых в 1978 году, когда Силы обороны Южной Африки атаковали базу SWAPO в Кассинге на юге Анголы». Поминовение ежегодно отмечается церемониями в Акре Героев, поблизости от Виндхука. На этих церемониях присутствуют многие важные национальные политические деятели, в том числе действующий президент Хаге Гейнгоб и бывшие президенты Хификепунье Похамба и Сэм Нуйома (по состоянию на 2016 год).

## 4 мая 1978 года
Утром 4 мая 1978 года Силы обороны ЮАР нанесли авиаудар по лагерю Кассинга у деревни Кассинга, за ним последовала переброска десантников. Лагерь населяли ссыльные сторонники Организации народов Юго-Западной Африки и их семьи. В результате этого нападения погибли 165 мужчин, 294 женщины и 300 детей. Позже в тот же день был атакован и близлежащий лагерь Вьетнам в деревне Четекела. На 2016 год на их могилах нет опознавательных знаков, но правительство Намибии планирует установить мемориал.